# Armeense komkommer

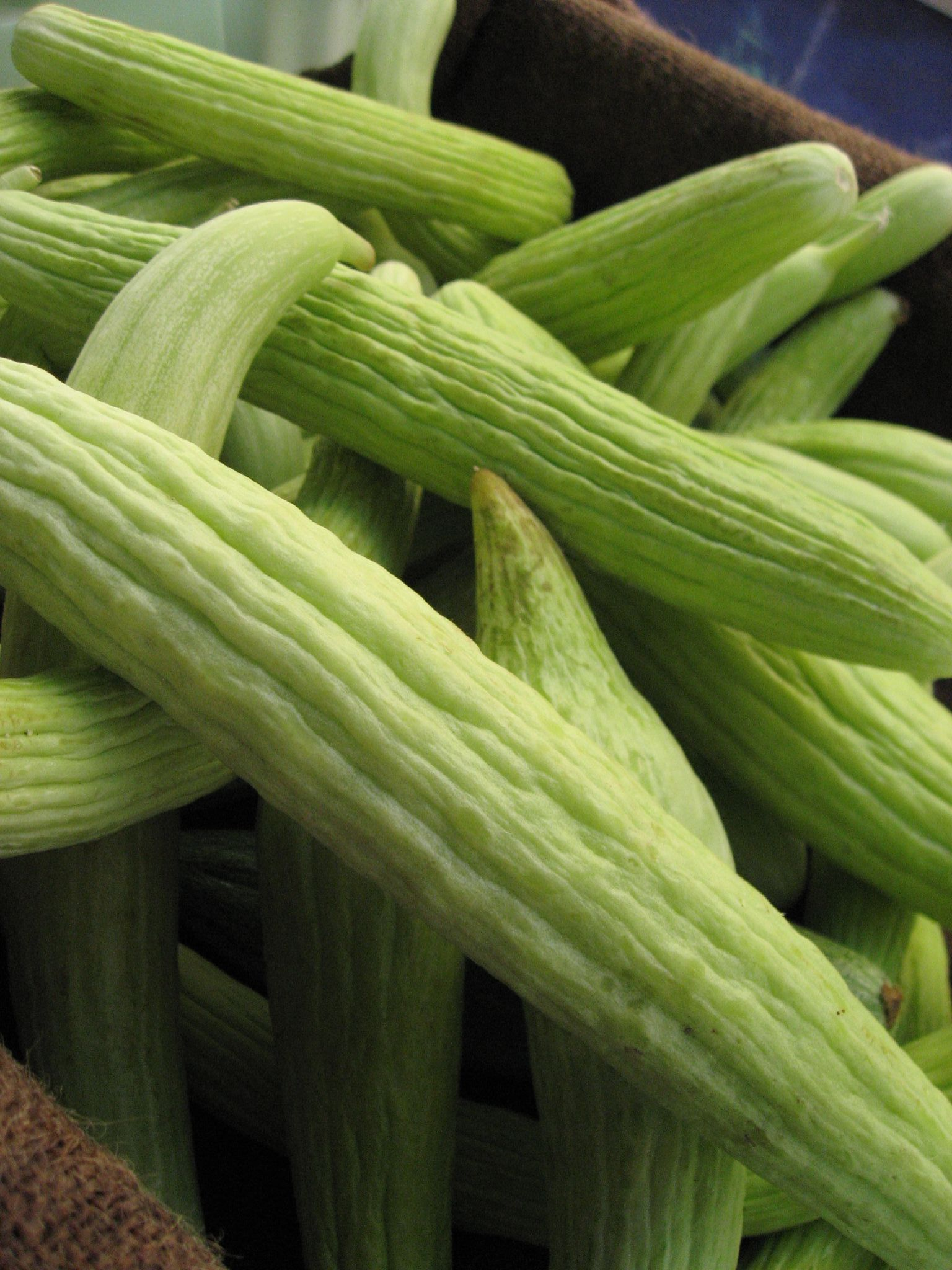
Verschillende Armeense komkommers te koop aangeboden op de boerenmarkt van Cupertino in Californië

De Armeense komkommer (Cucumis melo var. flexuosus, soms ook kortweg Cucumis flexuosus) is een variëteit van de suikermeloen (Cucumis melo) met de vorm en de smaak van een komkommer. De plant is vermoedelijk van Aziatische origine en is mogelijk via Armeniërs in de gebieden rond de Middellandse Zee terechtgekomen omstreeks de 15e eeuw. Tegenwoordig wordt de plant veel geteeld in Noord-Afrika, Turkije en Griekenland.
De plant heeft behaarde stengels met veel uitlopers en hechtranken. De bladeren zijn driehoekig en de (eenhuizige) bloemen hebben een gele kleur. De vruchten hebben een lengte gaande van 50 cm tot 1 m en een diameter van 5 à 10 cm. Ze zijn overlangs geribbeld en hebben een groengrijze kleur. De plant groeit snel en draagt vroeg vruchten. De zaden behouden hun kiemkracht ± 7 jaar.

## Toepassingen
Deze komkommer wordt voornamelijk rauw gegeten. Soms wordt hij echter ook gekookt om soep van te maken. Wanneer hij erg rijp is, komt zijn meloenige oorsprong tevoorschijn door middel van zijn smaak en geur.